# Luis Rosado Bretón
Luis Eduardo Rosado Bretón és un metge i polític valencià, conseller de Sanitat de la Generalitat Valenciana entre 2011 i 2012.
Llicenciat en la Universitat Complutense de Madrid, s'especialitzà en Medicina Intensiva a l'Hospital General d'Alacant el 1987. Posteriorment obté la plaza a l'Hospital de la Vila Joiosa (Marina Baixa) i el 1995 és nomenat subdirector de l'hospital. També fou Director Mèdic de l'Hospital de Sant Joan d'Alacant (l'Alacantí) i després del General d'Alacant. El 2007 fou nomenat Secretari Autonòmic de Sanitat i president de l'Agència Valenciana de Salut pel conseller de Sanitat Manuel Cervera, i el 2011 sa substituir a aquest al front de la Conselleria de Sanitat. El 7 de desembre de 2012 deixà el càrrec, dins de la remodelació del Consell feta pel president de la Generalitat Alberto Fabra.

## Corrupció
El 3 de desembre de 2013 va ser imputat pel Tribunal Superior de Justícia de la Comunitat Valenciana a la branca valenciana del cas Gürtel pels presumptes delictes de prevaricació, tràfic d'influències i falsedat en document públic.